# Vermeer (computerspel)
Vermeer  is een computerspel dat werd ontwikkeld door Paul Förterer en Andreas Kemnitz voor de Commodore 64. Het spel werd in 1987 uitgebracht door Ariolasoft. Het spel is een strategisch handelsspel. Het spel is Duitstalig en kan door maximaal één persoon gespeeld worden.